# 幼児キリストを崇める聖母と悔悛の聖ペテロ、聖カルロ・ボッロメーオ、天使と寄進者
『幼児キリストを崇める聖母と悔悛の聖ペテロ、聖カルロ・ボッロメーオ、天使と寄進者』（ようじキリストをあがめるせいぼとかいしゅんのせいペテロ、せいカルロ・ボッロメーオ、てんしときしんしゃ、伊: La Madonna adora il Bambino con San Pietro pentito, san Carlo Borromeo, un angelo e il donatore、英: Virgin Adoring the Child with the Penitent Saint Peter, Saint Carlo Borromeo, an Angel and a Donor）、または『ギアラの聖母』（ギアラのせいぼ、伊: Madonna della Ghiara、英: Madonna della Ghiara）は、イタリアのバロック絵画の巨匠グエルチーノが1618年にキャンバス上に油彩で制作した絵画である。1839年以来、チェントのイル・グエルチーノ市立美術館に所蔵されている。やはり同美術館蔵の『ロレートの聖母を礼拝するシエナの聖ベルナルディーノと聖フランチェスコ』とともに、チェントのサン・ピエトロ聖堂のために描かれた。ナポレオン戦争中の1796年、フランス政府により接収され、1801年にパリのルーヴル美術館に展示されたが、1816年にチェントに戻された。

## 作品
上空に浮かぶ聖母子を前景左側の聖ペテロとその背後の聖カルロ・ボッロメーオが見つめ、右側では天使が寄進者に聖母マリアを示している。天使の姿勢と位置は、対抗宗教改革の時代にイエス・キリストと人間の仲介者と見なされた聖母マリアの役割を象徴する。
アトリビュート (人物を特定する事物) である鍵を膝の上に載せている聖ペテロの左には雄鶏が見えるが、これは、キリストが「鶏が二度鳴く前に、あなたは三度わたしを知らないと言うだろう」という予言通り、雄鶏が鳴いたという「マルコによる福音書」 (14:66-72) の記述にもとづく。聖ペテロが登場するのは、本作が設置された聖堂が彼に捧げられているからであるが、そのほかの人物たちは寄進者によって強く望まれたものらしい。

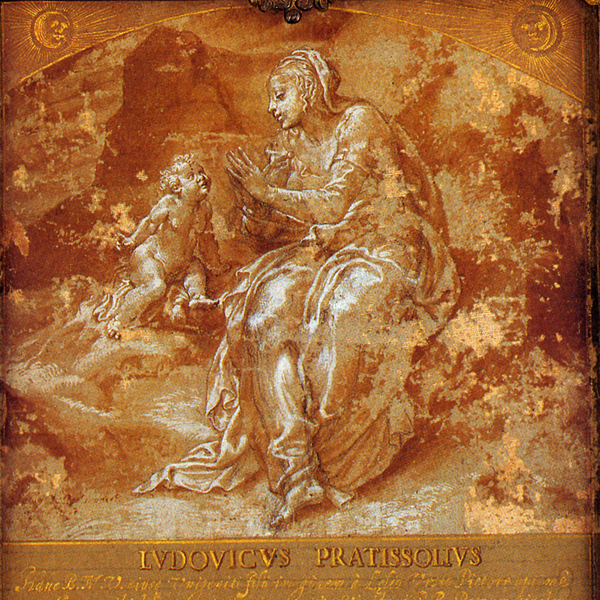
レリオ・オルシの素描『聖母子』 (1569年)

グエルチーノがとりわけ苦心したと思われるのは上空の聖母子の描写である。これは「ギアラの聖母」という図像で、1569年にレリオ・オルシが描いた素描を原画として、1573年にベルトーネ (本名ジョヴァンニ・バッティスタ・ビアンキ) という画家が制作したフレスコ画がもとになっている。このフレスコ画は1596年以降、数々の奇蹟を起こしたことで有名になり、いくつもの複製と版画によって図像が知られるところとなった。本作が描かれたころはギアラの聖母に対する信仰が最も高まりを見せていた時期であり、カルロ・ボッロメーオが列聖されたのが1610年であることも考え合わせると、本作はまさに当時のテーマを扱っている。
グエルチーノは聖母子を指差す天使だけでなく、寄進者の方に左足を伸ばす聖ペテロによっても彼を聖母子につなげ、構図上の工夫を見せている。寄進者の名前はわかっていないが、彼の肖像は非常に自然主義的に描かれている。寄進者から聖人と天使、聖母子へと画面の上に行くに従い、人物の聖性が増し、現実感が失われていく。とりわけ、聖母子は陰影が抑制されたやや抽象的な表現で描かれ、グエルチーノの後の古典主義的な様式を先取りしているかのようである。